# Sveti Venceslav
Venceslav (češ. Václav; nem. Wenzel) je bil sin češkega vojvode Vratislava I. in njegove žene Dragomire, ter vnuk svete Ljudmile. (* 908, 903 ali 910; † 28. september 929 ali 935)

## Otroška leta
Prvo krščansko vzgojo mu je dala stara mati (babica) Ljudmila, ki je bila prva češka krščanska vojvodinja, krstil jo je osebno sv. Metod. Oče mu je zgodaj umrl. Ker je bil še mladoleten, takrat ni mogel vladati sam. Namesto njega je vladala mati Dragomira. Ta je sicer bila krščena, vendar je bila slaba kristjanka. Zato je hitro prišla v konflikt zaradi vpliva pobožne vzgoje Ljudmile na Venceslava in običajev, ki so tedaj vladali. Dobra duša sv. Ljudmila, se je rajši umaknila v dvorec Tetin, kjer pa sta jo v noči 16. septembra 921 ubila dva Dragomirina dvorjana. 

## Čas vladanja
Venceslav je imel v načrtu čim bolj dosledno uvajanje krščanstva v deželo, da bi na ta način postal čim manj odvisen od vpliva Nemškega cesarstva. Prav to pa je hotela Dragomira preprečiti.
Venceslavovo vladanje so hvalili z vseh strani, ker je mnogo storil za blagostanje vseh ljudi, veliko je dal tudi za okrasitev cerkva.
Hotel je iti celo tako daleč, da bi predali vladanje mlajšemu bratu. Želel je oditi v Rim in zaprositi papeža, da bi postal redovnik. Zaradi tega ni razumljiva zarota njegovih poganskih velikašev in lastnega brata Boleslava, ki so Venceslava med vrati cerkve ubili.

## Venceslavova dobra dela
Bil je celo tako marljiv kristjan, da je celo osebno goljil in obdeloval vinograd iz katerega je pripravljal vino za mašo. 
Zaradi svojih visokih moralnih kvalitet in svoje učenosti, je ta mladi knez postal najpopularnejši češki svetnik in temeljni kamen češke državnosti.
Je zavetnik Češke, Prage, pokrajine Moravske in pridelovalcev vina in piva.
Telo svetnika so kasneje prenesli v katedralo sv. Vida v Pragi. Zanimivo je, da je ravno Venceslav za časa svojega življenja prenesel relikvije sv. Vida v to katedralo. Najlepši praški trg je imenovan po njem – »Václavské náměstí«. Tu se nahaja najbolj slaven svetnikov spomenik, ki ga prikazuje na konju obkroženega s kipi drugih čeških svetnikov (sv. Prokopija, sv. Vojteha, sv. Ljudmile in sv. Agneze Češke).
Njegov god je 28. septembra po katoliškem koledarju.